# Гричак Олег Станіславович
Олег Станіславович Гричак (нар. 30 січня 1992, Борислав, Львівська область — пом. 19 лютого 2011) — український футболіст. Півзахисник, грав за друголіговий клуб «Єдність» (Плиски). Помер на футбольному полі під час товариського матчу.

## Кар'єра
Вихованець команди «КОІСП» с. Терезине (Білоцерківський район, Київська область). 29 серпня 2009 року 17-літній футболіст дебютував за «Єдність» (Плиски) у другій лізі в матчі проти команди «Рось» (Біла Церква). Усього в другій лізі провів 25 ігор (4 голи), у Кубку України — 1 гру.

## Смерть
19 лютого 2011 року відбувався товарисько-тренувальний матч між молодіжним складом «Арсенала» (Київ) та командою другої ліги «Єдність» (Плиски). Під час проведення матчу тренери команд за взаємною угодою сторін обмінялися гравцями: футболіст «Арсенала» заявився за «Єдність», а футболіст «Єдності» Олег Гричак (тренери молодіжного складу киян хотіли подивитися на його гру) був заявлений за «Арсенал». На 70-й хвилині гри півзахисник з'явився на полі, вийшовши на заміну. Через 13 хвилин йому стало недобре і він упав на газон — попри зусилля медика «Єдності» та оперативний приїзд карети швидкої допомоги, життя футболіста не вдалося врятувати. Лікарі констатували зупинку серця.